# Bukovica (żupania sisacko-moslawińska)
Bukovica – wieś w Chorwacji, w żupanii sisacko-moslawińskiej, w gminie Topusko. W 2011 roku liczyła 2 mieszkańców.